# Антония Ценис

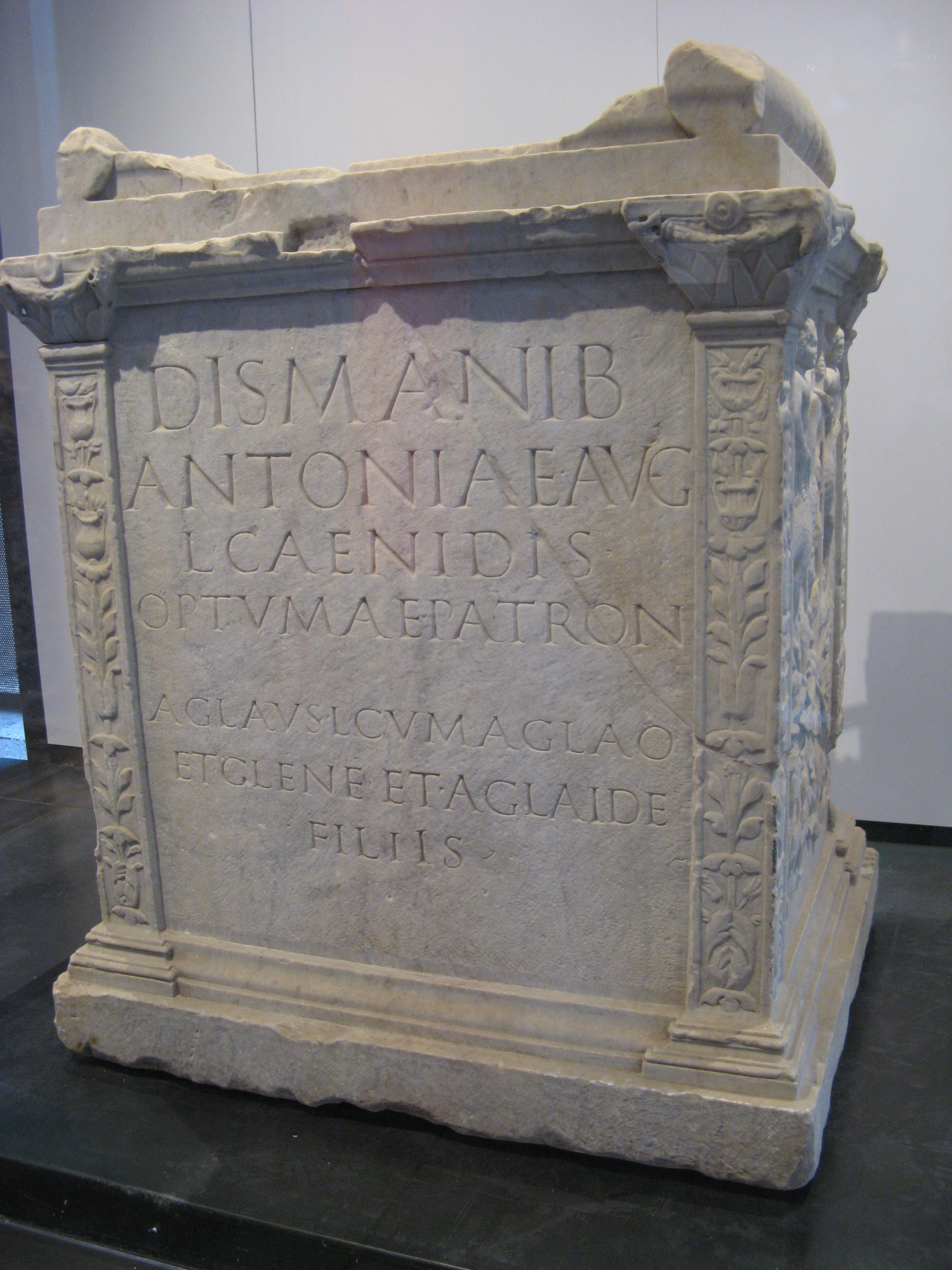
Погребальный алтарь Антонии Цениды

Анто́ния Це́нис (Кенис, упоминается также как Ценида, лат. Antonia Caenis; умерла в 74 году, Рим, Римская империя) — древнеримская вольноотпущенница, любовница императора Веспасиана.

## Биография
Антония Ценис была рабыней, впоследствии получившей свободу, и секретаршей Антонии Младшей, матери императора Клавдия. Дион Кассий рассказывает о ней, как женщине, очень преданной и обладавшей хорошей памятью:

Однажды она писала под диктовку своей госпожи Антонии, матери Клавдия, тайное послание Тиберию насчет Сеяна, и, когда та повелела ей немедленно стереть написанное, чтобы не осталось никаких улик, Кенида ответила: «Напрасно, госпожа, ты отдала такой приказ, ибо и это, и все другие письма, которые ты мне когда-либо диктовала, я навсегда сохраняю в своей памяти, и стереть их никак невозможно»— Дион Кассий, Римская история, LXVI, 14
После смерти Антонии Младшей Антония Ценис стала заниматься делами Веспасиана и благодаря своим способностям приобрела при императорском дворе большое влияние и скопила значительное состояние, за деньги способствуя получению должности наместников, прокураторов, военачальников и жрецов. Многие небезосновательно подозревали, что эта торговля должностями поощряется самим Веспасианом, который был не чужд любой деятельности, которая приносила бы доход — ему принадлежит расхожая фраза, что деньги не пахнут (лат. pecunia non olet).
После смерти своей первой супруги Флавии Домициллы Старшей (до 69 года) Веспасиан, ещё не став императором, сошёлся с Антонией. Отношения Антонии Ценис с Флавиями до некоторых пор были вполне родственными. В «Жизни двенадцати цезарей» Гай Светоний Транквилл писал о Домициане:

Когда Ценида, наложница его отца, воротясь из Истрии, хотела его поцеловать как обычно, он подставил ей руку— Гай Светоний Транквилл. Жизнь двенадцати цезарей. 12 (3)
Веспасиан жил с Антонией Ценис до самой её смерти в 74 г. Сохранился её погребальный алтарь.

## В культуре
Жизнь Антонии Ценис и её отношения с Веспасианом описаны в романе английской писательницы Линдси Дэвис «The Course of Honour» (1998)